# 1301
1301 (MCCCI) fue un año común comenzado en domingo del calendario juliano.
Es el primer año del siglo XIV.

## Acontecimientos
- Abril-mayo: Cortes de Burgos de 1301.
- Junio-agosto: Cortes de Zamora de 1301.
- Noviembre: aparece el cometa Halley. El pintor italiano Giotto lo observa y lo incluye como la estrella de Belén en su cuadro La Adoración.
- Finalizan las obras de la catedral de León.